# 남영신 (학자)
남영신(南永信, 1948년 ~ )은 대한민국의 한글학자이다. 사단법인 국어문화운동본부 이사장과 국어단체연합국어문화원 원장을 역임했다. 전라남도 출신이며, 호는 높세울이다.

## 생애
서울대학교 법과대학을 졸업했다. 사투리를 옹호하고, 표준어 정책을 국가의 권력 남용이라고 비난했다. 표준어 대신 공통어를 도입해야 한다고 주장했다. 분류사전 개척에 공헌했다.

## 저서
- 《새로운 우리말 분류 대사전》, 성안당, 1998년 1월 1일
- 《국어 천년의 실패와 성공》, 한마당, 1998년
- 《국어용례사전》, 성안당, 1999년 1월 1일
- 《우리말 분류 사전》, 성안당, 2000년 1월 1일
- 《나의 한국어 바로 쓰기 노트》, 까치글방, 2002년 4월 5일
- 《안써서 사라져가는 아름다운 우리말》, 리수, 2004년 9월 13일
- 《4주간의 국어여행》, 성안당, 2005년 6월 22일
- 《한국어 용법 핸드북》, 모멘토, 2005년 11월 5일
- 《한+국어대사전》(개정증보판), 성안당, 2006년 2월 2일